# Dendrobium polytrichum
Dendrobium polytrichum är en orkidéart som beskrevs av Oakes Ames. Dendrobium polytrichum ingår i släktet Dendrobium, och familjen orkidéer.
Artens utbredningsområde är Filippinerna. Inga underarter finns listade i Catalogue of Life.